# Electromecanică
În inginerie, electromecanica este un domeniu tehnic care combină procese și proceduri extrase din ingineria mecanică și cea electrică. Electromecanica se concentrează pe interacțiunea sistemelor electrice și mecanice în ansamblu și asupra modului în care cele două sisteme interacționează între ele. Acest proces este deosebit de important în sisteme precum cele ale mașinilor electrice rotative DC sau AC care pot fi proiectate și operate pentru a genera energie dintr-un proces mecanic (generator) sau utilizate pentru a alimenta un efect mecanic (motor). Ingineria electrică în acest context cuprinde și ingineria electronică.
Dispozitivele electromecanice sunt cele care au atât procese electrice, cât și mecanice. Strict vorbind, un comutator acționat manual este o componentă electromecanică datorită mișcării mecanice care cauzează o ieșire electrică. Deși acest lucru este adevărat, termenul este de obicei înțeles că se referă la dispozitive care implică un semnal electric pentru a crea mișcare mecanică sau invers, mișcare mecanică pentru a crea un semnal electric. Adesea implică principii electromagnetice, cum ar fi releele, care permit unei tensiuni sau curent să controleze un alt circuit, de obicei izolat, tensiune sau curent prin comutarea mecanică a setului de contacte și solenoizi, prin care o tensiune poate acționa o legătură în mișcare ca în electrovalvele.
Înainte de dezvoltarea electronicii moderne, dispozitivele electromecanice erau utilizate pe scară largă în subsisteme complicate de piese, inclusiv mașini de scris electrice, teleimprimante, ceasuri, sisteme de televiziune inițiale și calculatoarele digitale electromecanice foarte timpurii. Electronica cu stare solidă a înlocuit electromecanica în multe aplicații.

## Istorie
Această disciplină a apărut din nevoi practice complexe.